# Lluís Ferran Caldentey i Querol
Lluís Ferran Caldenteny i Querol és membre del Partit Popular i va ser alcalde de Pontons durant cinc legislatures consecutives, des del 1999 fins al 2018.
A data de 2019, Pontons és l'únic municipi de Catalunya on governa el Partit Popular. Lluís Ferran es defineix com un «radical de dretes» que «troba a faltar a Aznar en la Moncloa». I s'ha fet conegut per les seves declaracions polèmiques on expressa que "la bandera gai en un espai públic es tan il·legal com l'estelada".